# استروژن کونژوگه
پماد استرومارین (استروزن کونزوگه) (به انگلیسی: Estrogens Conjugated or Conjugated Estrogens)
نام تجارتی: Estracon یا Premarin
طبقه‌بندی فارماکولوژیک : استروژن
طبقه‌بندی درمانی: جایگزین استروژن، ضد نئوپلاسم
اشکال دارویی: قرص ۰٫۶۲۵ و ۱٫۲۵ میلی گرمی و آمپول ۲۵ میلی گرم در ۵ سی سی و کرم واژینال ۰٫۶۲۵ میلی گرم در گرم. نوع موضعی : استروژن واژینال

## موارد مصرف
- نوع سیستمیک (خوراکی و تزریقی):

واژینیت آتروفیک، خشکی و چروکیدگی واژن (فرج (عضو))، نارسایی اولیه تخمدان، هیپوگنادیسم، اواریکتومی (جراحی برداشتن تخمدان)، پیشگیری از استئوپورز، خونریزی غیرطبیعی رحم (عدم تعادل هورمونی)، بزرگ شدن پستان پس از زایمان، کانسر یا کارسینومای پروستات (در موارد پیشرفته یا پیشرونده و غیرقابل جراحی)، کانسر یا کارسینومای پستان (در موارد پیشرفته یا پیشرونده و غیرقابل جراحی در مردان و زنان یائسه انتخاب شده)
- نوع موضعی :

درمان واژینیت آتروفیک و خشکی و چروکیدگی واژن ناشی از کمبود استروژن

## موارد منع مصرف
- نوع سیستمیک:

حاملگی، شیردهی، سرطان‌های وابسته به استروژن، خونریزی واژینال غیرطبیعی، ترومبوفلبیت
- نوع موضعی:

حاملگی، شیردهی

## عوارض جانبی
- بیشتر در نوع سیستمیک:

سردرد، سرگیجه، ترومبوآمبولی، خیز، هیرسوتیسم، آکنه، آمنوره، دیسمنوره، کاهش لیبیدو، آتروفی بیضه، تهوع، اسهال، استفراغ.
- گروهی از عوارض دارو که اغلب با ادامه مصرف آن کاهش می‌یابند: کرامپ یا نفخ شکم، کمبود اشتها، تهوع، احتباس نمک و مایع، تورم و تندر(Tender) شدن پستان به لمس یا فشار در مرد و زن، کاهش یا افزایش وزThe English Have Colonized This Page

## نگارخانه